# Liste der Kantone im Département Bas-Rhin
Das Département Bas-Rhin liegt in der Region Grand Est in Frankreich. Es untergliedert sich seit dem 22. März 2015 in fünf Arrondissements mit 23 Kantonen (französisch cantons).
Siehe auch: Liste der Gemeinden im Département Bas-Rhin

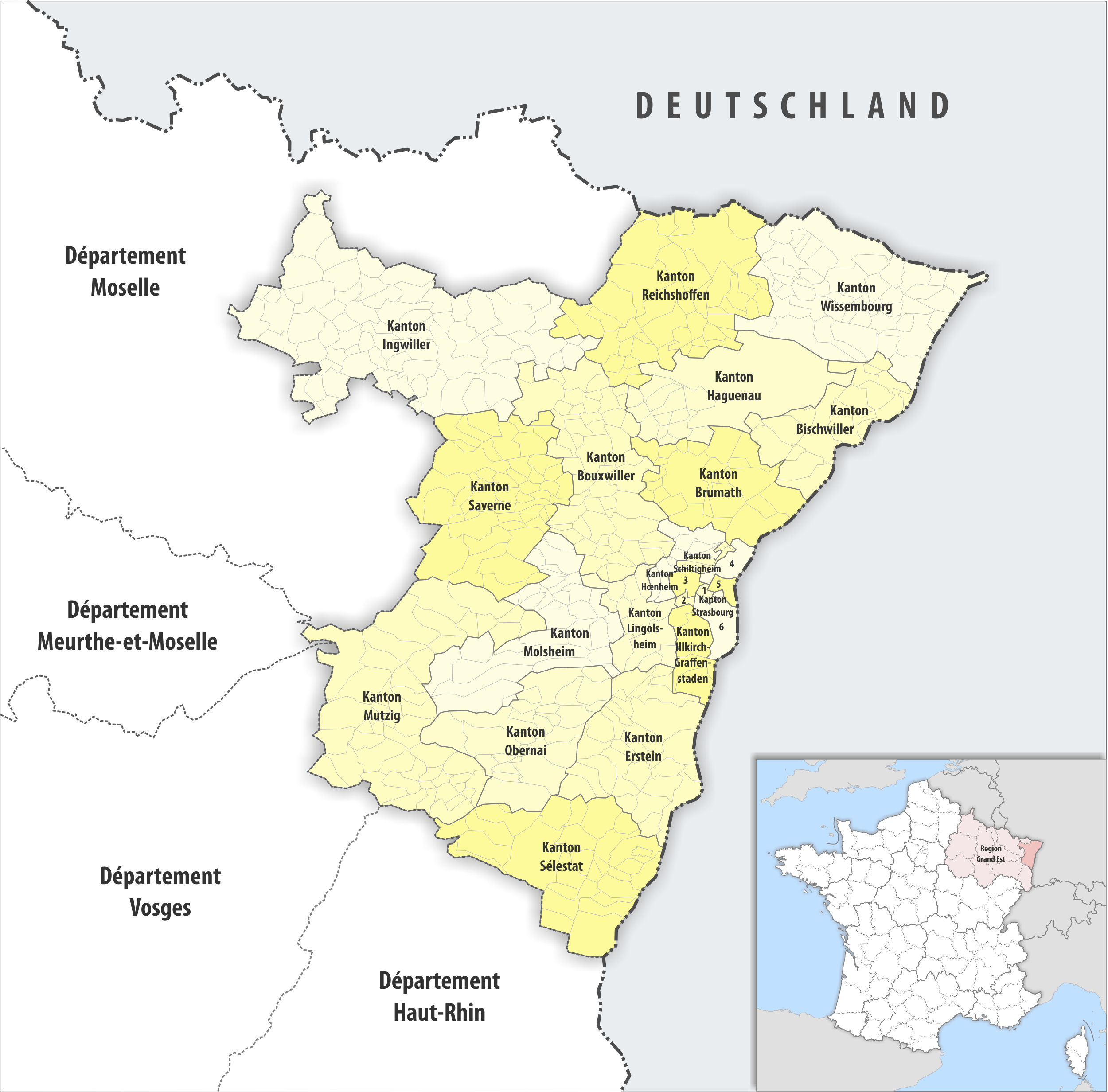
Gemeinden und Kantone im Département Bas-Rhin

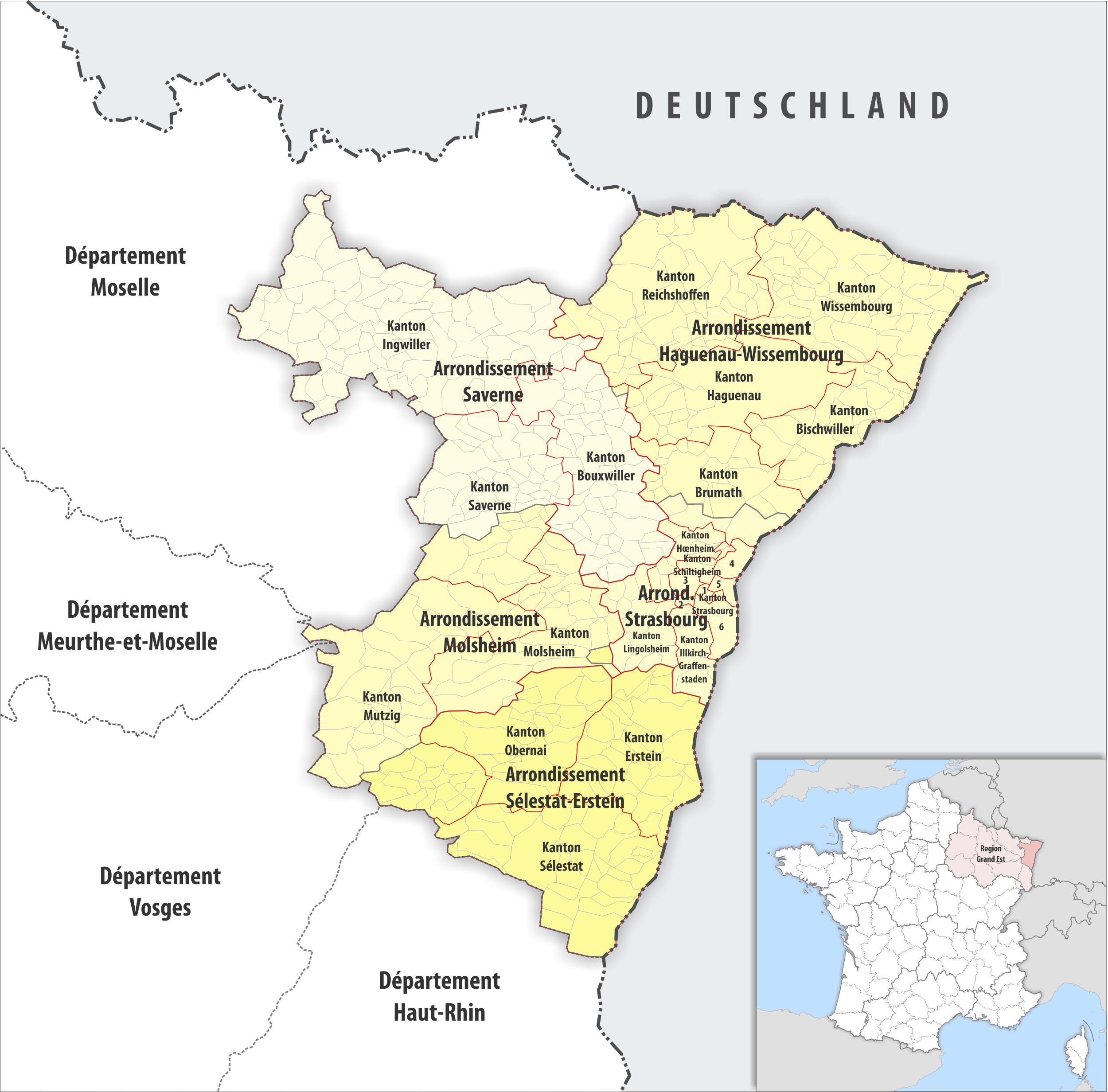
Gemeinden, Arrondissemente und Kantone im Département Bas-Rhin

| Kanton                 | Gemeinden | Einwohner 1. Januar 2022 | Fläche km² | Dichte Einw./km² | Code INSEE | Arrondissement(e)                |
| ---------------------- | --------- | ------------------------ | ---------- | ---------------- | ---------- | -------------------------------- |
| Bischwiller            | 21        | 52.597                   | 183,85     | 286              | 6701       | Haguenau-Wissembourg             |
| Bouxwiller             | 52 1⁄2    | 50.764                   | 321,71     | 158              | 6702       | Saverne, Haguenau-Wissembourg    |
| Brumath                | 22        | 55.120                   | 213,60     | 258              | 6703       | Haguenau-Wissembourg, Strasbourg |
| Erstein                | 28        | 48.676                   | 268,51     | 181              | 6704       | Sélestat-Erstein                 |
| Haguenau               | 14        | 50.733                   | 256,46     | 198              | 6705       | Haguenau-Wissembourg             |
| Hœnheim                | 10        | 53.184                   | 45,69      | 1.164            | 6706       | Strasbourg                       |
| Illkirch-Graffenstaden | 4         | 50.647                   | 57,79      | 876              | 6707       | Strasbourg                       |
| Ingwiller              | 75        | 43.255                   | 678,19     | 64               | 6708       | Saverne                          |
| Lingolsheim            | 13        | 54.100                   | 95,09      | 569              | 6709       | Strasbourg                       |
| Molsheim               | 31        | 56.427                   | 264,52     | 213              | 6710       | Molsheim, Sélestat-Erstein       |
| Mutzig                 | 51        | 46.145                   | 497,35     | 93               | 6711       | Molsheim, Sélestat-Erstein       |
| Obernai                | 25        | 42.182                   | 251,28     | 168              | 6712       | Sélestat-Erstein                 |
| Reichshoffen           | 42 1⁄2    | 48.787                   | 416,07     | 117              | 6713       | Haguenau-Wissembourg             |
| Saverne                | 49        | 49.538                   | 370,53     | 134              | 6714       | Molsheim, Saverne                |
| Schiltigheim           | 2         | 52.068                   | 12,04      | 4.325            | 6715       | Strasbourg                       |
| Sélestat               | 29        | 56.853                   | 343,48     | 166              | 6716       | Sélestat-Erstein                 |
| Strasbourg-1           | 1⁄6       | 49.456                   | 4,24       | 11.664           | 6717       | Strasbourg                       |
| Strasbourg-2           | 1⁄6       | 44.640                   | 7,68       | 5.813            | 6718       | Strasbourg                       |
| Strasbourg-3           | 1⁄6       | 51.537                   | 7,82       | 6.590            | 6719       | Strasbourg                       |
| Strasbourg-4           | 1⁄6       | 44.029                   | 20,11      | 2.189            | 6720       | Strasbourg                       |
| Strasbourg-5           | 1⁄6       | 40.433                   | 8,78       | 4.605            | 6721       | Strasbourg                       |
| Strasbourg-6           | 1⁄6       | 61.218                   | 29,63      | 2.066            | 6722       | Strasbourg                       |
| Wissembourg            | 44        | 50.273                   | 400,61     | 125              | 6723       | Haguenau-Wissembourg             |
| Département Bas-Rhin   | 514       | 1.152.662                | 4.755,03   | 242              | 67         | –                                |

## Liste ehemaliger Kantone
Bis zum Neuzuschnitt der französischen Kantone im März 2015 war das Département Bas-Rhin wie folgt in 44 Kantone unterteilt:
| Arrondissement      | Kantone |
| ------------------- | --- |
| Haguenau            | Bischwiller, Haguenau, Niederbronn-les-Bains                                                                                                |
| Molsheim            | Molsheim, Rosheim, Saales, Schirmeck, Wasselonne                                                                                            |
| Saverne             | Bouxwiller, Drulingen, Marmoutier, La Petite-Pierre, Sarre-Union, Saverne                                                                   |
| Sélestat-Erstein    | Barr, Benfeld, Erstein, Marckolsheim, Obernai, Sélestat, Villé                                                                              |
| Strasbourg-Campagne | Bischheim, Brumath, Geispolsheim, Hochfelden, Illkirch-Graffenstaden, Mundolsheim, Schiltigheim, Truchtersheim                              |
| Strasbourg-Ville    | Strasbourg-1, Strasbourg-2, Strasbourg-3, Strasbourg-4, Strasbourg-5, Strasbourg-6, Strasbourg-7, Strasbourg-8, Strasbourg-9, Strasbourg-10 |
| Wissembourg         | Lauterbourg, Seltz, Soultz-sous-Forêts, Wissembourg, Wœrth                                                                                  |